# Фролов, Василий Фёдорович
Василий Фёдорович Фролов (17.08.1924 — 01.11.1950, Рязанская область) — гвардии сержант, командир миномётного расчёта 83-го гвардейского стрелкового полка. Полный кавалер ордена Славы (1944, 1945, 1946)

## Биография
Родился 17 августа 1924 года в деревне Ждановка Сасовского уезда Рязанской губернии в многодетной крестьянской семье. Окончил 6 классов, курсы трактористов. Работал в Белореченской МТС Сараевского района. В 1940 году уехал в город Москву, работал на оборонном заводе. Когда началась Великая Отечественная война, завод был эвакуирован в тыл, а Василий вернулся домой. Работал в колхозе.
В августе 1942 года был призван в Красную Армию. Освоил специальность наводчика миномёта. На фронте с июля 1943 года. Воевал на Сталинградском, Донском, Юго-Западном, 3-м Украинском и 1-м Белорусском фронтах. Был наводчиком, затем командиром расчёта 120-мм миномёта. Член ВКП с 1944 года.
18 июля 1944 года при прорыве обороны противника северо-западнее города Владимир-Волынский гвардии сержант Фролов с другими расчётами подавил вражескую батарею, 2 пулемёта и истребил много противников. Обеспечивал поддержку наступающих частей при прорыве обороны противника в районе города Ковеля.
Приказом от 10 сентября 1944 года гвардии сержант Фролов Василий Фёдорович награждён орденом Славы 3-й степени.
14-15 января 1945 года в боях у деревни Липы гвардии сержант Фролов огнём из миномёта подавил батарею 75-мм пушек, 3 миномёта и вывел из строя свыше отделения пехоты противника.
Приказом от 31 марта 1945 года гвардии сержант Фролов Василий Фёдорович награждён орденом Славы 2-й степени.
16 апреля 1945 года в наступательном бою на левом берегу реки Одер в районе населённого пункта Вейнберг расчёт гвардии сержанта Фролова метким огнём накрыл вражескую миномётную батарею, подавил пулемёт, чем содействовал успешному выполнению боевой задачи наступающими подразделениями.
Указом Президиума Верховного Совета СССР от 15 мая 1946 года за образцовое выполнение заданий командования в боях с захватчиками на завершающем этапе Великой Отечественной войны гвардии сержант Фролов Василий Фёдорович награждён орденом Славы 1-й степени. Стал полным кавалером ордена Славы.
В 1947 году гвардии старшина Фролов был демобилизован.
Вернулся на родину. Жил в селе Бограмово Рыбновского района Рязанской области. Работал трактористом, затем бригадиром тракторной бригады Белореченской МТС Сараевского района. Скончался 1 ноября 1950 года от крупозного воспаления лёгких. Похоронен на кладбище села Островки Сараевского района Рязанской области.
Награждён орденами Славы 3-х степеней, медалями.